# Elektrownia Wodna Pļaviņas

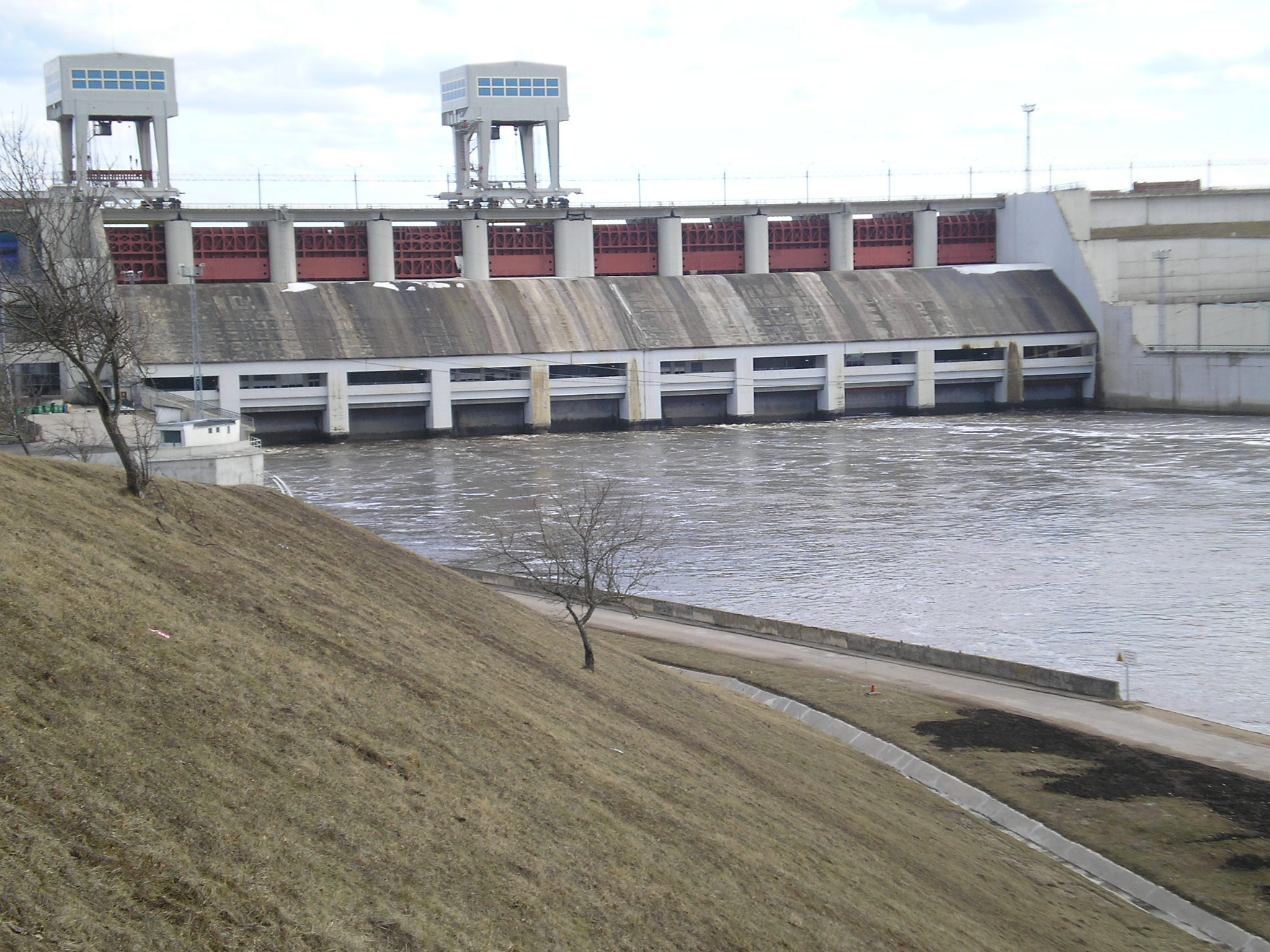
Elektrownia Wodna Pļaviņas

Elektrownia Wodna Pļaviņas – elektrownia wodna na rzece Dźwinie przy miejscowości Aizkraukle, na Łotwie. Elektrownia została uruchomiona w grudniu 1965 roku, a jej kompletne ukończenie nastąpiło w roku 1968. Wyposażona jest w 10 turbin, a jej moc wynosi 893,5 MW, co czyni ją największą hydroelektrownią w krajach bałtyckich i jedną z największych w Unii Europejskiej. Zapora tworzy na Dźwinie zbiornik wodny Pļaviņu ūdenskrātuve. Elektrownią zarządza Latvenergo.